# Weinburg
Weinburg est une commune autrichienne du district de Sankt Pölten-Land en Basse-Autriche.